# Зица (дим)
Зи́ца (греч. Δήμος Ζίτσας)  — община (дим) в Греции. Входит в периферийную единицу Янину в периферии Эпире. Население 14 766 жителей по переписи 2011 года. Площадь 565,566 квадратного километра. Плотность 26,11 человека на квадратный километр. Административный центр — Элеуса. Димархом на местных выборах 2014 года избран Михалис Плиакос (Μιχάλης Πλιάκος).
Община создана в 1997 году (ΦΕΚ 244Α). В 2010 году по программе «Калликратис» (ΦΕΚ 87Α) к общине Зице присоединены упразднённые общины Молоси, Пасарон, Эврименес и Экали.
Названа по одноимённой деревне.

## Административное деление

Административное деление общины:
1 — Пасарон
2 — сверху вниз: Экали, Зица, Эврименес, Молоси

Община (дим) Зица делится на пять общинных единиц.